# Peter Franken
Peter (Didi) Franken (Eygelshoven, 27 december 1949) is een Nederlands oud-voetballer die in het verleden onder andere speelde voor FC VVV. In 1974/75 werd hij verkozen tot 'Zuid-Limburgs voetballer van het jaar'.

## Loopbaan
Franken kreeg als straatvoetballertje in zijn jeugdjaren wegens zijn robuuste traptechniek als spil en offensieve middenvelder al de bijnaam ‘Didi’, een verwijzing naar de speelstijl van de Zuid-Amerikaanse spelverdeler Valdir Pereira alias 'Didi’ (1928-2001), die samen met Pelé en Garrincha de aanval vormde van het legendarische Braziliaanse voetbalelftal dat in 1958 en 1962 wereldkampioen werd.
Pas laat, op 27-jarige leeftijd, maakte Franken in 1977 de overstap van de amateurclub Sportvereniging Nieuwenhagen (SVN) naar het betaald voetbal. Hij debuteerde op 25 september 1977 namens FC VVV in een thuiswedstrijd tegen PSV (0-4), als invaller voor André Oostrom. In Venlo kwam hij als libero tot 1979 twee seizoenen uit in de eredivisie. 
Na drie seizoenen als semiprof keerde de belastingambtenaar in 1980 terug naar de amateurs van SVN.

## Clubstatistieken
| Seizoen         | Club            | Competitie      | Competitie | Competitie | Beker | Beker | Overige | Overige | Totaal | Totaal |
| Seizoen         | Club            | Competitie      | Wed.       | Dlp.       | Wed.  | Dlp.  | Wed.    | Dlp.    | Wed.   | Dlp.   |
| --------------- | --------------- | --------------- | ---------- | ---------- | ----- | ----- | ------- | ------- | ------ | ------ |
| 1977/78         | FC VVV          | Eredivisie      | 15         | 0          | 1     | 0     | 6       | 0       | 22     | 0      |
| 1978/79         | FC VVV          | Eredivisie      | 14         | 0          | 1     | 0     | —       | —       | 15     | 0      |
| 1979/80         | FC VVV          | Eerste divisie  | 33         | 0          | 1     | 0     | —       | —       | 34     | 0      |
| Carrière totaal | Carrière totaal | Carrière totaal | 62         | 0          | 3     | 0     | 6       | 0       | 71     | 0      |